# San Sebastiano tra i santi Rocco e Pietro
San Sebastiano tra i santi Rocco e Pietro è un affresco frammentario di Pietro Perugino, databile al 1478 e conservato nella chiesa di Santa Maria Assunta di Cerqueto, in provincia di Perugia.

## Storia
Nel 1478 Perugino, dopo la fine del periodo formativo alla bottega di Verrocchio a Firenze, si trovava in Umbria dove, con una popolarità sempre crescente, iniziava a ricevere commissioni sempre più importanti che culminarono, di lì a poco, nella chiamata a Roma da Sisto IV.
In quell'anno venne chiamato a Cerqueto, nei pressi di Perugia, dove dipinse un ciclo di affreschi di notevole complessità, del quale restano oggi solo dei frammenti, tra cui spicca quello di San Sebastiano, affiancato da altri due santi frammentari, Rocco e Pietro. Anticamente era leggibile la firma e la data "PETRUS PERUSINUS P[INXIT] / A[NNO DOMINI] MCCCCLXXVIII". La presenza di due santi legati alla protezione dalle pestilenze (Rocco e Sebastiano) rimanda alla fine del pericolo dopo l'epidemia del 1476.

## Descrizione e stile
Su di un basamento all'antica in finto marmo, si erge la colonna a cui è legato san Sebastiano, il militare romano condannato per via della sua fede cristiana al martirio tramite crivellatura di frecce. Il soggetto, dalla metà del Quattrocento in poi, permetteva agli artisti di cimentarsi nella rappresentazione anatomica di un nudo secondo i canoni dell'arte classica, che ebbe un notevole successo. Per Perugino si tratta del primo esempio di tale soggetto, caratterizzato da una figura esile e languida soffusamente illuminata, che venne poi replicata in numerosi altri dipinti: se ne conoscono uno al National Museum di Stoccolma, uno frammentario all'Ermitage di San Pietroburgo, uno al Louvre (1490), con una derivazione al Museo d'Arte di San Paolo, uno nella chiesa di San Sebastiano a Panicale (1505) e uno nella chiesa di San Francesco al Prato a Perugia (1518). Il giovane martirizzato non esprime alcun dolore, ma una vaga malinconia nello sguardo trasognato, con un'elegante postura accuratamente bilanciata tra gli scarti a destra (della testa) e a sinistra (del gomito piegato, della gamba protesa in avanti).
Accanto a lui si vedono alcuni frammenti di altri santi, riconoscibili però per la presenza degli attributi tipici: san Rocco, che mostra la ferita nella gamba, e san Pietro, col tipico manto giallo e un pezzo delle chiavi del Paradiso. Lo sfondo mostra una cornice marmorea oltre una specchiatura in finto marmo verde.
I santi sono rappresentati con una forte valenza plastica, sottolineata dai piedi che sporgono, gettando ombra, dal cornicione della base. Il san Pietro ha un panneggio modellato con vigore dalla luce tagliente, che dà l'effetto "bagnato" appreso alla bottega del Verrocchio, ma sicuramente più originale è la figura di Sebastiano, che guarda in alto, con quella posa languida e sospesa che divenne, proprio a partire da quegli anni, una delle caratteristiche più tipiche dell'arte di Perugino. I giochi lineari appresi a Firenze, ben visibili nel panneggio svolazzante del perizoma di Sebastiano, sono inoltre fusi con una luce tersa derivata da Piero della Francesca.